# Résonance de Glashow

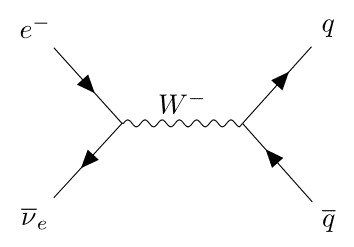
Diagramme de Feynman de la résonance de Glashow.

En physique des particules, la résonance de Glashow est la formation résonnante du boson W lors de l'interaction d'un antineutrino électronique avec un électron : {\displaystyle {\overline {\nu _{e}}}+e^{-}\rightarrow W^{-}}.
Pour les détecteurs de neutrinos, elle se traduit par une plus grande probabilité d'interaction des neutrinos ayant une énergie de l'ordre de 6,3 PeV et l'identification de ces neutrinos comme des antineutrinos électroniques.

## Histoire
La résonance a été proposée par le théoricien américain Sheldon L. Glashow en 1959.

## Théorie
Pour ce processus, le seuil d'énergie de l'antineutrino pour ce processus (pour un électron au repos dans le référentiel du laboratoire) est donnée par la formule
{\displaystyle E_{\nu }={\frac {M_{W}^{2}-(m_{e}^{2}+m_{\nu }^{2})}{2m_{e}}}\approx {\frac {M_{W}^{2}}{2m_{e}}}}
La masse de l'antineutrino est présente ici pour être complet, mais elle est négligeable. On obtient par cette formule un seuil de 6,3 PeV. Ce processus est envisagé pour la détection et l'étude des neutrinos cosmiques de haute énergie au sein des télescopes à neutrinos tels qu'IceCube, ANTARES ou KM3NeT.

## Détection
En mars 2021, la collaboration IceCube rapporte avoir observé la résonance de Glashow. En effet, le 8 décembre 2016 l'interaction d'un neutrino a déposé une grande quantité de lumière dans le détecteur. L'analyse de ce signal permet d'estimer l'énergie de l'événement à 6,05 ± 0,72 PeV en accord avec l'énergie de la résonance. Une analyse plus fine du signal par des méthodes d'intelligence artificielle a permis de confirmer l'hypothèse de la résonance avec un niveau de confiance de 2,3σ,.
Cela confirme la prédiction de Sheldon Glashow datant de 60 ans. C'est également une confirmation de la production d'antineutrinos dans les sources astrophysiques de hautes énergies. La détection d'un plus grand nombre de résonances de Glashow pourrait permettre d'estimer la proportion de neutrinos et d'antineutrinos dans les flux cosmiques et ainsi de mieux comprendre les mécanismes de création et d'accélération des neutrinos astrophysiques.